# Волфганг Амадеус Моцарт
Моцарт пренасочва насам.  За други значения вижте Моцарт (пояснение).
Волфганг Амадеус Моцарт (на немски: Johann Chrysostom Wolfgang Amadeus Mozart, произношение на немски)  е влиятелен австрийски композитор от класическата епоха.
Неговото творчество е огромно по обем и обхваща всички музикални жанрове на класическата музика, съществуващи през неговото време – общо над 600 композиции, много от които се смятат за връх в симфоничната, концертната, камерната, клавирната, оперната и хоровата музика. Той е сред най-популярните класически композитори.
Моцарт проявява забележителни способности от най-ранна възраст. Той притежава феноменален музикален слух, изключителна памет и блестящ изпълнителски, импровизаторски и композиторски дар. На основата на немския зингшпил и на италианската опера-буфа създава класическите опери „Отвличане от сарая“, „Сватбата на Фигаро“, „Дон Жуан“ и „Вълшебната флейта“. Автор е на 41 симфонии, 27 концерта за пиано и оркестър, 5 концерта за цигулка и оркестър, 9 концерта за духови инструменти и оркестър, камерна музика, клавирни творби, арии, серенади („Малка нощна музика“), „Реквием“ и други. Собственият му каталог се води от 9 февруари 1784 г., като дотогава вече е написал около 450 творби.

## Биография

### Семейство и ранни години (1756 – 1761)
Моцарт е роден на 27 януари 1756 г. в Залцбург, по онова време център на Залцбургската архиепископия, княжество в границите на Свещената Римска империя. Син е на известния композитор и педагог Леополд Моцарт и на Ана Мария Моцарт (1720 – 1778). Той е най-малкото от седем деца в семейството, пет от които умират в ранна детска възраст. Жива остава по-голямата му сестра, Мария Анна Моцарт (1751 – 1829). На втория ден след раждането му е кръстен, като му е дадено името Johannes Chrysostomus Wolfgangus Theophilus (Gottlieb) Mozart. Първите 2 имена са на светеца Йоан Златоуст, а 4-то име се променя няколко пъти през живота му: на латински: Amadeus; на немски: Gottlieb; на италиански: Amadeo. Самият Моцарт предпочита Волфганг.
Родната къща на Моцарт се намира на улица „Гетрайдегасе“ 9 в град Залцбург. Известна е с големия си брой предмети и инструменти от епохата на ранното детство на Моцарт, което я нарежда сред най-посещаваните места в града от любители на музиката от цял свят.
Волфганг Амадеус Моцарт проявява изключителния си музикален талант още на 3-годишна възраст, композира още от 5-годишен, а когато е на 6 г., свири пред австрийската императрица. Баща му го учи да чете и пише, да свири на клавесин, цигулка и орган. В Англия малкият Моцарт е предмет на научни изследвания, а духовенството вижда в неговата необичайна и изключителна дарба Божията намеса. Моцарт е надарен с изключителна музикална дарба и успява да изсвири дадено музикално произведение, след като го е чул само веднъж. Характерна за него е и изключителната му импровизаторска способност. Известно е, че Моцарт не е ползвал чернова и е композирал някои от оперите си само за седмици.

### Пътешествия и гастроли

#### 1762 – 1773
През 1762 г. бащата Леополд Моцарт предприема заедно със сина си Волфганг и дъщеря си Ана (също с музикален талант, която свири на клавесин) гастроли в Мюнхен и Виена, а след това – до Париж, Лондон и много други градове в Холандия, Германия и Швейцария. Навсякъде концертите преминават при огромен успех, а детето-чудо предизвиква възторг и удивление. Бащата представя Волфганг и сестра му Нанерл (както я наричат) на кралските фамилии в Европа и спечелва цяло състояние дукати и златни кутии за енфие. Кралица Мария Тереза се залива от смях, крал Джордж III е очарован, а Гьоте си спомня как се възхищавал на „малкия мъж със смешна прическа и шпага“. През 1763 г. в Париж са издадени първите сонати на Моцарт. По време на пътешествията малкият гений се среща с много музиканти и композитори, като най-голямо влияние върху него оказва Йохан Кристиан Бах, с когото се среща през 1764 и 1765 г. Пътуванията са изтощителни и понякога при примитивни условия , а отделно семейството често трябва да чака почтително и търпеливо да му бъде заплатено.
Когато е на 10 години, славата му на вундеркинд започва да помръква. През 1765 г. заедно с Нанерл работи в английската кръчма „Суон енд харп“ от 12 до 3 ч. през нощта за 2 шилинга и 6 пенса. Семейството се прибира вкъщи през 1766 г., но 9 мес. по-късно отново заминава, този път за Виена, където надеждите им за успех на Моцарт като оперен композитор са попарени поради интриги. Според баща му малкият Волфганг е саботиран по настояване на Кристоф Вилибалд Глук. А и оркестърът не приема диригентството на своенравния 12-годишен хлапак. От 1766 до 1769 г. живее в Залцбург и Виена и изучава творчеството на Георг Фридрих Хендел, Алесандро Страдела и други майстори. По същото време написва и първите си опери – „Аполон и Хиацинт“, „Мнимата наивница“, „Бастиен и Бастиена“.
Моцарт прекарва 1769 г. в Залцбург, а през 1770 – 1773 на 3 пъти посещава Италия, където написва 2 опери и серенада, които са представени в Милано при голям успех. Там той има възможност да контактува и да се учи от знаменития композитор и музикален педагог Падре Мартини. Започва оформянето на големия музикант и кариерата му набира сила. През 1773 г. посещава Виена, където написва няколко струнни квартета и група симфонии, между тях са 25-а и 29-а симфония.
През 1769 – 1781 г. е концертмайстор на придворната капела в Залцбург. На 16 декември 1771 г. архиепископ Шратенбах умира и неговият нов работодател става архиепископ Колоредо. При него Моцарт получава първата си постоянна работа. Новият църковен работодател обаче не е почитател на изкуствата. Той налага основни правила за свирене по време на литургии – музикалното озвучаване не трябва да трае повече от 15 минути. „Живея в страна, където музиката има много малко късмет“, споделя Моцарт в едно писмо.
От друга страна Моцарт е с късмет, че има работа. По онова време музикантите не са на почит и извън църквата музиката също не е на почит. В операта хората отиват, за да се веселят и напият, а музиката се слуша без особено внимание. При това публиката е разделена на фракции, всеки има своите фаворити и обижда опонентите.

#### 1773 – 1781
Периода от 1774 до 1777 г. прекарва в Залцбург, като през това време написва симфонии и своите концерти за цигулка, 6 сонати за пиано, няколко серенади и първия си концерт за пиано.
Моцарт не е щастлив в родния си град. През 1776 г. решава да го напусне. Но архиепископът не пожелава да го освободи и свободолюбивият Волфганг напуска работа. Иска да живее с удобствата на аристократ, макар да не харесва тяхната суета и среда. Днес има съмнения, че Моцарт е страдал от синдрома на Турет – характерен с гримаси, тикове и употреба на псувни и мръсни думи. След 1 г. подготовка през 1777 г. Моцарт заминава с майка си най-напред за Мюнхен, след това – за Аугсбург и накрая за Манхайм, където се сприятелява с много други музиканти. Там се влюбва и в младата Алоиза Вебер, една от 4-те дъщери в музикално семейство. Баща му не е доволен от тези му занимания и му напомня, че трябва да намери работа. Волфганг Амадеус Моцарт заминава за Париж на 14 март 1778 г. Това е дълго пътуване с карета, придружено с лишения, тежки и нехигиенични условия. На 3 юли 1778 г. майка му се разболява тежко и умира.
Годините 1779 – 1780 прекарва отново в Залцбург, композирайки симфонии, концерти, серенади и драматична музика. През цялото това време операта остава в центъра на неговите амбиции. Поради разногласия с работодателя си през 1781 г. е уволнен и живее от преподавателска дейност, публикувайки своята музика, свирейки по забави и публични концерти.

### Кариера във Виена (1781 – 1791)
Моцарт е само на 25 г. през 1781, а зад гърба си има вече огромен брой музикални произведения. Но той чувства празнота, защото обществото не може да познае гения и по онова време той единствен вярва и знае, че е най-великият музикант и композитор. Висок е само 160 см, слаб и с бледа кожа.
Новата кариера на Моцарт във Виена започва окуражаващо. Той изнася концерти като пианист, а също така композира и се утвърждава като много добър композитор. През 1782 г. пише операта „Отвличане от сарая“ по поръчка на император Йозеф II, чиято премиера на 16 юли 1782 г. преминава при небивал успех. Веднага след това започва да се поставя във всички немскоговорещи страни. В периода 1782 – 1783 г. Волфганг усилено изучава Йохан Себастиан Бах и Георг Фридрих Хендел. Моцарт и Йозеф Хайдн стават приятели, като от 1783 до 1785 г. Моцарт създава 6-те знаменити струнни квартета, посветени на Й. Хайдн, който е майстор в този жанр и който е дълбоко поласкан и трогнат от жеста.
От 1786 г. настъпва изключително плодотворен период от живота му, през който той непрекъснато работи. През същата година Волфганг Амадеус Моцарт написва операта „Сватбата на Фигаро“ за рекордните 5 – 6 седмици. Във Виена премиерата минава незабелязано, но в Прага жъне огромен успех. На следващата година в Прага по поръчка на директора на операта той написва новата си опера „Дон Жуан“. От 1787 г. е придворен композитор на прилична заплата, като работата му се състои в композиране на танцова музика за баловете в двореца. Няколко месеца преди премиерата през октомври, на 28 май 1787 г., умира баща му Леополд. Това го съкрушава и оказва влияние върху написването на отделните партии на операта. През 1790 г. написва операта „Така правят всички“, а в годината на смъртта си (1791) – „Вълшебната флейта“. Освен опери той пише сонати, концерти и симфонии.
Моцарт живее във Виена до края на живота си. Предприема пътувания до Прага, Берлин (1789), Франкфурт (1791) по различни поводи.

### Семейство
Волфганг Амадеус Моцарт се запознава с третата дъщеря на госпожа Вебер – Констанца. Той е на 26, а тя на 19 г. Двамата решават да сключат брак на 4 август 1782 г. в катедралата „Сент Етиен“. Баща му никога не одобрява този брак, дори се опитва да го спре, но писмото му пристига твърде късно. Той се държи много резервирано към снаха си до края на живота си.
Въпреки всичко това, следват 9 години щастлив брак, младите се смеят заедно, а щедростта им е пословична и парите бързо свършват. Констанца не е красива като по-голямата си сестра, но има добро сърце и се грижи за съпруга си. През по-голямата част от брака, тя е болнава или бременна и често прекарва дълго време на легло. За 9 г. ражда 6 деца, но само 2 от тях остават живи.
Съпруга:
- Констанца Вебер (5 януари 1762 – 6 март 1842)

Деца:
- Реймунд Леополд (17 юни 1783 – 19 август 1783)
- Карл Томас Моцарт (21 септември 1784 – 31 октомври 1858)
- Йохан Томас Леополд (18 октомври 1786 – 15 ноември 1786)
- Тереза Констанца Аделхайд Фредерике Мария Ана (27 декември 1787 – 29 юни 1788)
- Ана Мария (умира веднага след раждането, 25 декември 1789)
- Франц Ксавер Волфганг Моцарт (26 юли 1791 – 29 юли 1844)

### Смърт
Волфганг Амадеус Моцарт умира в 1 ч. сутринта на 5 декември 1791 г. след кратко боледуване, ненавършил 36 г. Макар че основните факти по неговата смърт са ясни, някои детайли остават съмнителни или забулени в легенди и митове.
Моцарт има проблеми със здравето по време на целия си живот. Той прекарва ангини, шарка, пневмония, бронхит и ревматизъм. Последната болест го събаря, когато е в Прага (около 25 август 1791), той е блед, отпаднал, с много тъжен вид. След завръщането му във Виена състоянието му значително се влошава, обхваща го депресия и той споделя със съпругата си, че е убеден, че няма да живее дълго и че „Реквиемът“, който композира, е всъщност за собствената му смърт.
На 20 ноември същата година Моцарт е прикован на легло. Той страда от подуване, болки и повръщане. Симптомите са описани като подуване на ръцете и краката, които стават почти неподвижни, последвано от внезапно повръщане. Моцарт е в съзнание почти до последните часове преди смъртта си. Тялото му се подува до такава степен, че не може да седне в леглото, да се обърне и дори да се движи.
Волфганг е убеден, че е натровен. Почти веднага след смъртта му започват да се разпространяват слухове, че е отровен от Антонио Салиери, който му е завиждал на таланта. Много изследователи обаче отхвърлят тази хипотеза като несъстоятелна – според тях най-вероятната причина за смъртта на композитора е силната му преумора и изтощение, съчетана с бъбречно заболяване.
Професор Готфрид Тихи, палеонтолог в Залцбургския университет, след изследване на черепа на Моцарт открива следи от черепно-мозъчна травма, започваща от лявото слепоочие към темето. Според него след травмата костите не са зараснали правилно. Съществува голяма вероятност това да е причинило вътрешни кръвоизливи и инфекции и, съчетано с бъбречната недостатъчност, да е причинило смъртта.
Волфганг Амадеус Моцарт е погребан в общ гроб, а близките му и особено Констанца са съкрушени. Но тя бързо се съвзема, защото има 2 невръстни сина, за които трябва да се грижи, а и нейният съпруг оставя много дългове, които тя трябва да изплати. Тя моли тогавашния император Леополд II за пенсия и организира серия от концерти с музика на Моцарт, като публикува и част от творбите му. Омъжва се повторно и с помощта на втория си съпруг публикува биография на Волфганг Амадеус Моцарт през 1826 г.
Медицината по времето на Моцарт е на доста примитивно ниво и по данните, останали оттогава, е почти невъзможно да се каже със сигурност каква е причината за смъртта му и да се даде категорична диагноза. Всички по-късни усилия да се уточни диагнозата могат да разчитат само на различни интерпретации на записаните симптоми.
Някои специалисти са на мнение, че смъртта му се дължи на небрежността и нехайството на лекарите.
Една по-скорошна хипотеза е, че Моцарт е взимал лекарства, съдържащи антимон, и е възможно да се е натровил с тях. Съществува и хипотезата, че Волфганг Амадеус Моцарт е починал по естествени причини. Съвременни изследователи твърдят, че неговите симптоми може би са проява на трихинелоза.

## Характер и маниер на композиране
Въпросът как Моцарт създава музикалните си произведения е дискутиран, изучаван и обсъждан дълго време. През XIX век вижданията за това са по-скоро забулени в романтика и митология. Днес изследванията са много по-задълбочени и се основават на действителни документи, писма и много по-задълбочени анализи.
Съхранено писмо на Моцарт до неговия баща Леополд от 31 юли 1778 г. показва, че композирането за него е активна и съзидателна дейност, продукт на неговия интелект. Това противоречи на популярното вярване, че творците очакват „вдъхновението“. Поне в случая на Волфганг това изглежда не е истина.
Моцарт често използва чернови, но огромна част от тях са унищожени от неговата вдовица Констанца, около 320 са запазени, но това представлява само 10% от всичките му композиции.
Улрих Конрад в своята книга разкрива системата на Моцарт за писане на музикални произведения, изучавайки неговите чернови и други запазени документи. Моцарт запълва линиите най-напред на мелодията, понякога и на баса, като оставя празни линии, които да се запълнят по-късно. След като според неговите преценки творбата е завършена (практика, която ползва след 1784 г.), той я вписва в собствения си каталог Verzeichnüss aller meiner Werke („Каталог от мои творби“). Въпреки че този етап може да се нарече „последен проект“, той не е окончателен. Окончателният вариант е, когато написва всичко на чисто с четлив почерк и включва бележки и забележки към творбата.
Това се потвърждава от друго писмо до баща му (30 декември 1780 г.), в което описва работата си в Мюнхен над операта Идоменей, където Моцарт прави разлика между композирана и написана музика. Според Конрад в този момент Моцарт е имал „последния проект“, но не и окончателния пълен и завършен вариант.
Около 150 от запазените творби на Моцарт са незавършени. Това представлява около 25% от всички негови запазени произведения. Не се знае защо толкова много от тях са останали незавършени. Сред възможните причини е, че вероятността и надеждата за продажба или представление са изчезвали по време на композирането. Моцарт често пише по поръчка и самият той заявява, че не би писал нещо без повод.

### Импровизация
Както по всичко личи, Волфганг Амадеус Моцарт има гениалната способност да композира на място т.е. да импровизира почти моментално при зададена тема. Тази си дарба той притежава още като дете. Едва 6-годишен, той изпълнява сложни пиеси за пиано, като импровизира на местата, където малките му ръце не могат да се разтворят достатъчно, за да достигнат необходимия клавиш. Той променя пасажи, добавя странни вариации и импровизира в продължение на часове с необикновена фантазия.
Като юноша, Моцарт дава концерт във Венеция, Италия на 5 март 1771 г. Според очевидци много известен и опитен композитор му задава музикална тема за фуга, върху която той работи в продължение на 1 час с такъв научен подход, умелост, хармония и точен ритъм, че дори и най-добрите познавачи в тази област остават удивени.
Моцарт продължава да импровизира и като по-възрастен. Така например на концерта си в Прага през 1787 г. при изпълнението на симфония номер 38 („Пражката симфония“) той завършва с половин час импровизации.
Понякога, не успявайки да довърши дадена симфония или концерт преди деня на представлението, той импровизира края пред самата аудитория. Такъв случай е с концерта за пиано № 26, чиято премиера е на 24 февруари 1788 г.

### Музикална памет
Моцарт притежава уникална и невероятна музикална памет, но все пак не такава, каквато се разпространява като легенда за него. Споменатите по-горе чернови и употребата на клавиши не биха били необходими, ако композиторът притежаваше свръхчовешки възможности.
Все пак той притежава изключителна памет и способност за възпроизвеждане на музиката. Отново в писмо до баща си (от 8 април 1781 г.) той споменава, че е успял да напише частта на цигулката от дадена соната за цигулка само за 1 час в нощта преди изпълнението. Подобна история се случва и с друга соната за цигулка, изпълнена на 29 април 1784 г.
Именно поради паметливостта си и импровизаторските си качества Волфганг често преди концерт не записва отделни части на произведенията си, а ги оставя да съществуват само в главата му. Друга проява на неговата забележителна музикална памет е, че може да изсвири дадено музикално произведение или да напише нотите за него, след като го е чул само веднъж. Той запомня и транскрибира „Miserere“ едва 14-годишен.

## Произведения, стил и нововъведения
Музиката на Волфганг Амадеус Моцарт е своеобразен и типичен пример на класическия стил. Когато започва да композира, Европа е завладяна от галантния стил – своеобразна негативна реакция, насочена против стила барок. Когато се появява Моцарт, той връща сложността на епохата на барока, но го обогатява с нови музикални форми и го адаптира към новата социална среда.
Моцарт е многостранен и гъвкав композитор, който пише във всички музикални жанрове, познати дотогава – концерти, опери, симфонии, но им придава техническа сложност, изтънченост и емоционален заряд. Той пише също така и религиозна музика, включително меси, но и танцова музика, дивертименто, серенади и други развлекателни жанрове.
Всички основни характеристики на класическия стил присъстват в музиката му – чистота, баланс, прозрачност, сила. Особено в последните години от живота си Моцарт издига хроматизма до нова, непозната дотогава степен на артистичност.
Той запазва през целия си живот способността и дарбата си да запомня и адаптира ценни части от музиката на други композитори, за което допринясят несъмнено и многобройните му пътувания. От малък развива имитаторските си качества. В Лондон, още като дете, среща Йохан Кристиян Бах и се запознава с музиката му, в Париж и Виена се среща с много други известни композитори, които оказват своето влияние в по-нататъшните му търсения. В Италия се запознава с италианската увертюра и операта буфа. Със съзряването си Волфганг Амадеус Моцарт започва да включва все повече елементи от барока и често пренася вниманието си от инструменталната музика към операта.

### Опери
Моцарт създава опери във всички жанрове: опера буфа, като например „Сватбата на Фигаро“, „Дон Жуан“ и „Така правят всички“; опера серия, като „Идоменей“; опера зингшпил с типичен пример „Вълшебната флейта“.
В по-късните си опери прави промени в оркестъра, инструментите и тоналността, като създава много по-дълбока емоционалност и драматичен ефект. Така опитът му от инструменталните композиции влияе на оперите: техническите му умения при използване на оркестъра при разработването на концерти и симфонии оказват влияние на оркестрацията на операта. От друга страна опитът му в драматизиране на оперите и психологическият ефект са използвани в инструменталните му композиции.
| Година на създаване | Име в оригинал                                                                       | Име на български           |
| ------------------- | ------------------------------------------------------------------------------------ | -------------------------- |
| 1767                | Die Schuldigkeit des ersten Gebots (KV 35)                                           | Дългът към първата заповед |
| 1767                | Apollo und Hyacinth (KV 38)                                                          | Аполон и Хиацинт           |
| 1768                | Bastien und Bastienne (KV 50)                                                        | Бастиен и Бастиена         |
| 1768                | La finta semplice (KV 51)                                                            | Мнимата наивница           |
| 1770                | Mitridate, re di Ponto (KV 87)                                                       | Митридат, цар понтийски    |
| 1771                | Ascanio in Alba (KV 111)                                                             | Асканио в Алба             |
| 1771                | Il sogno di Scipione (KV 126)                                                        | Сънят на Сципион           |
| 1772                | Lucio Silla (KV 135)                                                                 | Луций Сула                 |
| 1775                | La finta giardiniera/Die Gärtnerin aus Liebe (KV 196)                                | Мнимата градинарка         |
| 1775                | Il re pastore (KV 208)                                                               | Кралят пастир              |
| 1780                | Zaide (KV 344), Fragment                                                             | Заиде                      |
| 1781                | Idomeneo (KV 366)                                                                    | Идоменей                   |
| 1782                | Die Entführung aus dem Serail (KV 384)                                               | Отвличане от сарая         |
| 1783                | L'oca del Cairo (KV 422), Fragment                                                   | Гъската от Кайро           |
| 1783                | Lo sposo deluso ossia La rivalità di tre donne per un solo amante (KV 430), Fragment | Измаменият жених           |
| 1786                | Der Schauspieldirektor (KV 486)                                                      | Театралният директор       |
| 1786                | Le nozze di Figaro (KV 492)                                                          | Сватбата на Фигаро         |
| 1787                | Il dissoluto punito ossia il Don Giovanni (KV 527)                                   | Дон Жуан                   |
| 1790                | Così fan tutte ossia La scuola degli amanti (KV 588)                                 | Така правят всички         |
| 1791                | Die Zauberflöte (KV 620)                                                             | Вълшебната флейта          |
| 1791                | La clemenza di Tito (KV 621)                                                         | Милосърдието на Тит        |

### Симфонии
Писането на симфонии покрива период от 24 г. – от 1764 г. до 1788 г. Според последните проучвания Моцарт не написва само 41 симфонии, както е в традиционните издания, а всъщност има 68 завършени творби от този тип. Въпреки това е запазено оригиналното номериране и последната му симфония носи № 41. Някои от симфониите са без номер, а други са преработени от Моцарт след първоначалната им версия. Симфониите с номера от 1 до 13 са писани в детските му години, както и голям брой от тези без номера.
| Номер     | KV         | KV6           | Тоналност      | История на създаването |
| --------- | ---------- | ------------- | -------------- | ---------------------- |
| 1         | 016        | 016           | ми бемол мажор | 1764 o. 1765           |
| без номер | Anh. 220   | 016a          | ла минор       | 1765?                  |
| 2         | 017        | 017           | си бемол мажор | 1765                   |
| 3         | 018        | 018           | ми бемол мажор | 1765                   |
| 4         | 019        | 019           | ре мажор       | 1765 започната         |
| без номер | Anh. 223   | 019a          | фа мажор       | 1765 започната         |
| без номер | Anh. 222   | 019b          | до мажор       | 1765 започната         |
| 5         | 022        | 022           | си бемол мажор | декември 1765          |
| без номер | Anh. 221   | 045a          | сол мажор      | 1766                   |
| 43        | 076        | 042a          | фа мажор       | 1767?                  |
| 6         | 043        | 043           | фа мажор       | 1767 завършена         |
| 7         | 045        | 045           | ре мажор       | 1767/68 зимата         |
| 55        | Anh. 214   | 045b          | си бемол мажор | януари 1768?           |
| 8         | 048        | 048           | ре мажор       | 13 декември 1768       |
| без номер | Anh. 215   | 066c          | ре мажор       | 1769?                  |
| без номер | Anh. 217   | 066d          | си бемол мажор | 1769?                  |
| без номер | Anh. 218   | 066e          | си бемол мажор | 1769?                  |
| 9         | 073        | 073           | до мажор       | 1772?                  |
| 44        | 081        | 073l          | ре мажор       | 25 април 1770          |
| 47        | 097        | 073m          | ре мажор       | 1770?                  |
| 45        | 095        | 073n          | ре мажор       | 1770?                  |
| 10        | 074        | 074           | сол мажор      | 1770                   |
| 11        | 084        | 073q          | ре мажор       | 1770                   |
| 54        | Anh. 216   | 0Anh. C 11.03 | си бемол мажор | 1771 лятото?           |
| 42        | 075        | 075           | фа мажор       | 1771?                  |
| 12        | 110        | 075b          | сол мажор      | юли 1771               |
| 46        | 096        | 111b          | до мажор       | 1771?                  |
| 48        | 098        | Anh. C 11.04  | фа мажор       | 1771?                  |
| 13        | 112        | 112           | фа мажор       | 2 ноември 1771         |
| 14        | 114        | 114           | ла мажор       | 30 декември 1771       |
| 15        | 124        | 124           | сол мажор      | 21 януари 1772         |
| 16        | 128        | 128           | до мажор       | май 1772               |
| 17        | 129        | 129           | сол мажор      | май 1772               |
| 18        | 130        | 130           | фа мажор       | май 1772               |
| 10        | 132        | 132           | ми бемол мажор | юли 1772               |
| 20        | 133        | 133           | ре мажор       | юли 1772               |
| 21        | 134        | 134           | ла мажор       | август 1772            |
| 50        | 161 u. 163 | 141a          | ре мажор       | 1772? завършена        |
| 22        | 162        | 162           | до мажор       | април 1773             |
| 23        | 181        | 162b          | ре мажор       | 19 май 1773            |
| 24        | 182        | 173dA         | си бемол мажор | 3 октомври 1773        |
| 25        | 183        | 173dB         | сол минор      | 5 октомври 1773        |
| 26        | 184        | 161a          | ми бемол мажор | 30 март 1773           |
| 27        | 199        | 161b          | сол мажор      | 10 април 1773          |
| 28        | 200        | 189k          | до мажор       | 17 ноември 1774        |
| 29        | 201        | 186a          | ла мажор       | 6 април 1774           |
| 30        | 202        | 186b          | ре мажор       | 5 май 1774             |
| 31        | 297        | 300a          | ре мажор       | юни 1778               |
| 32        | 318        | 318           | сол мажор      | 26 април 1779          |
| 33        | 319        | 319           | си бемол мажор | 9 юли 1779             |
| 34        | 338        | 338           | до мажор       | 29 август 1780         |
| 35        | 385        | 385           | ре мажор       | юли 1782               |
| 36        | 425        | 425           | до мажор       | ноември 1783           |
| 37        | 444        | 425a          | сол мажор      | ноември 1783?          |
| 38        | 504        | 504           | ре мажор       | 6 декември 1786        |
| 39        | 543        | 543           | ми бемол мажор | юни 1788               |
| 40        | 550        | 550           | сол минор      | юли 1788               |
| 41        | 551        | 551           | до мажор       | август 1788            |

#### Фрагменти от 40 симфония
- Симфония №40, I ч. Molto allegro
- Симфония №40, II ч. Andante

## Инструментални концерти
Моцарт е композирал концерти за редица инструменти – пиано, цигулка, валдхорна, фагот, обой, флейта, кларинет, както и за няколко инструмента.

### Концерти за пиано и оркестър
Концертите за пиано и оркестър имат номера от 1 до 27. Първите четири концерта са ранни произведения и представляват аранжименти и транскрипции на сонати от негови съвременници – Раупах, Хонауер, Шоберт, Екар и Карл Филип Емануел Бах. Освен това има три концерта без номера (KV 107), които са адаптация на клавирни сонати на Йохан Себастиан Бах. Концерт № 7 е композиран за 3 пиана, а № 10 – за две. Останалите 21 концерта са оригинални творби за соло пиано със съпровод на оркестър. 15 от тези концерти са композирани между 1782 и 1786 г. В последните 5 години от живота си Моцарт композира само 2 концерта – № 26 и № 27.
Като интересен факт може да се изтъкне, че от всичките 27 концерта за пиано само два са в минорна тоналност – № 20 в ре минор и № 24 в до минор.
По-долу е даден списък с всички концерти за пиано и оркестър, както и две композиции за пиано и оркестър. Рондо в ре мажор е композирано като алтернативна трета част на концерта за пиано № 5, а Рондо в ла мажор, в ръкописа, продаден от съпругата на Моцарт, е недовършена композиция, която впоследствие е възстановена въз основа на неподписани ръкописи през 1936 г. от музиколога Алфред Айнщайн. Според него това рондо е било предназначено за трета част на концерт № 12.
| Номер                  | KV       | Тоналност                         |
| ---------------------- | -------- | --------------------------------- |
| 1                      | 37       | фа мажор                          |
| 2                      | 39       | си бемол мажор                    |
| 3                      | 40       | ре мажор                          |
| 4                      | 41       | сол мажор                         |
| Три концерта без номер | 107      | ре мажор сол мажор ми бемол мажор |
| 5                      | 175      | ре мажор                          |
| 6                      | 238      | си бемол мажор                    |
| 7 за три пиана         | 242      | сол мажор                         |
| 8                      | 246      | до мажор, „Lützow“                |
| 9                      | 271      | ми бемол мажор, „Jeunehomme“      |
| 10 за две пиана        | 365      | ми бемол мажор,                   |
| 11                     | 413/387a | фа мажор                          |
| 12                     | 414/385p | ла мажор                          |
| 13                     | 415/387b | до мажор                          |
| 14                     | 449      | ми бемол мажор                    |
| 15                     | 450      | си бемол мажор                    |
| 16                     | 451      | ре мажор                          |
| 17                     | 453      | сол мажор                         |
| 18                     | 456      | си бемол мажор                    |
| 19                     | 459      | фа мажор                          |
| 20                     | 466      | ре минор                          |
| 21                     | 467      | до мажор                          |
| 22                     | 482      | ми бемол мажор                    |
| 23                     | 488      | ла мажор                          |
| 24                     | 491      | до минор                          |
| 25                     | 503      | до мажор                          |
| 26                     | 537      | ре мажор,                         |
| 27                     | 595      | си бемол мажор                    |
| Рондо                  | 382      | ре мажор                          |
| Рондо                  | 386      | ла мажор                          |

### Концерти за цигулка и оркестър
Моцарт композира петте концерта за цигулка около 1775 г. в Залцбург. Те се отличават с красотата на мелодиите и умелото използване на изразителните и технически възможности на инструмента.
- Концерт за цигулка и оркестър № 1 в си бемол мажор, KV 207 (1775)
- Концерт за цигулка и оркестър № 2 в ре мажор, KV 211 (1775)
- Концерт за цигулка и оркестър № 3 в сол мажор, KV 216 (1775)
- Концерт за цигулка и оркестър № 4 в ре мажор, KV 218 (1775)
- Концерт за цигулка и оркестър № 5 в ла мажор, KV 219 (1775)

Моцарт е композирал също още три произведения за соло цигулка и оркестър:
- Адажио за цигулка и оркестър в ми мажор, KV 261 (1776)
- Рондо за цигулка и оркестър в си бемол мажор, KV 269 (между 1775 и 1777)
- Рондо за цигулка и оркестър в до мажор, KV 373 (1781)

Освен тези произведения, има два концерта за цигулка и оркестър, които се приписват на Моцарт без безспорни доказателства за авторството му.
- Концерт за цигулка и оркестър в ми бемол мажор KV 268 (№ 6) (1780) (вероятно композиран от Йохан Фридрих Ек[29])
- Концерт за цигулка и оркестър в ре мажор, KV 271a (№ 7) (1777)

### Концерти за духови инструменти
Освен популярните концерти за цигулка и пиано, Моцарт твори и редица концерти за различни духови инструменти: валдхорна, кларинет, фагот, обой и флейта.
Концерти за валдхорна и оркестър
Може да се каже, че четирите концерта за валдхорна на Моцарт са сред най-често изпълняваните концерти в репертоара на професионалните валдхорнисти. Те са написани за приятеля на Моцарт, валдхорниста Йозеф Лойтгеб (Лайтгеб), с виртуозни изразни средства, които позволяват на изпълнителя да покаже различни интерпретаторски възможности с използваните по това време валдхорни без вентили (клапи).
Концертите за валдхорна се характеризират с елегантен и шеговит диалог между солиста и оркестъра. Някои от автографите на тези концерти съдържат шеги, насочени към Лойтгеб.
- Концерт за валдхорна № 1 в ре мажор, KV 412 (1791)
- Концерт за валдхорна № 2 в ми бемол мажор, KV 417 (1783)
- Концерт за валдхорна № 3 в ми бемол мажор, KV 447 (около 1784 – 87)
- Концерт за валдхорна № 4 в ми бемол мажор, KV 495 (1786)

Концерт за обой и оркестър
- Концерт за обой в до мажор, KV 314 (1777 – 78) (със същия номер в каталога на Кьохел е отбелязан и вторият концерт за флейта, но той е аранжимент на концерта за обой)

Концерти за флейта и оркестър
- Концерт за флейта № 1 в сол мажор, KV 313 (1778)
- Концерт за флейта № 2 в ре мажор, KV 314 (1778) (този концерт е транскрипция на концерта за обой със същия номер по Кьохел)
- Концерт за флейта, арфа и оркестър в до мажор, KV 299 (1778)
- Анданте за флейта и оркестър в до мажор, KV 315/285e (1778)

Концерт за кларинет и оркестър

Едно от последните произведения на Моцарт е популярният концерт за кларинет и оркестър в ла мажор, KV 622. Написан е през 1791 г. и е последното напълно завършено инструментално произведение на Моцарт. Този концерт присъства в репертоара на повечето професионални кларинетисти. Той е толкова популярен, че звучи и в редица филми, извън тези за Моцарт. В българския филм Хълмът на боровинките в една от сцените звучи цялата втора част (адажио) на този концерт.
- Концерт за кларинет и оркестър в ла мажор, KV 622 (1791)

Концерт за фагот и оркестър
- Концерт за фагот и оркестър в си бемол мажор, KV 191 (1774)

### Симфонии-концертанте
- Симфония-концертанте за цигулка, виола и оркестър в ми бемол мажор, KV 364 (1779)
- Симфония-концертанте за обой, кларинет, валдхорна, фагот и оркестър в ми бемол мажор, KV 297b (Вероятно недостоверен аранжимент на изгубена симфония-концертанте за флейта, обой, валдхорна, фагот и оркестър от 1778)

Съществуват още две произведения от този жанр, които са композирани по същото време, но са останали незавършени:
- Симфония-концертанте за цигулка, виола, виолончело и оркестър в ла мажор, KV 320e (ок. 1779, откъс)
- Симфония-концертанте за пиано, цигулка и оркестър в ре мажор, KV Anh. 56 (1778, откъс)

## Филми за Моцарт
- „Моцарт“ – 1955, режисьор Карл Хартл
- „Моцарт и Салиери“ – 1962, режисьор Владимир Михайлович Горикер
- „Малки трагедии. Моцарт и Салиери“ – 1979, режисьор Михаил Абрамович Швейцер
- „Амадеус“ – 1984, режисьор Милош Форман
- „Очаровани от Моцарт“ – 2005 документален филм, Канада, 52 мин.
- „Моцарт“ – двусериен документален филм